# Callejeros (banda)
Callejeros fue un grupo musical  de rock barrial argentino formado en Ciudad Celina, Buenos Aires, en el año 1995 y disuelto en 2010.Fue formada por Patricio Fontanet y Christian Torrejón.Es considerada por los medios como la banda más influyente y convocante en la historia del rock barrial.
Formada a mediados de la década de los 90' bajo el nombre de Río Verde. La banda ha tenido varios éxitos que siguen presentes en la cultura del rock argentino y latinoamericano, por ejemplo: «9 de Julio», «Una nueva noche fría», «Rocanroles sin destino», «Imposible», «Creo», «Prohibido», entre otras. La formación original estuvo integrada por: Pato Fontanet, Dios Torrejón, Eduardo Vázquez, Gustavo Varela y Guillermo Le Voci. Más tarde a estos se le sumaron Maximiliano Djerfy, Juancho Carbone y Elio Delgado.
El 30 de diciembre de 2004, y en su momento de mayor popularidad, el grupo musical fue protagonista de la masacre/tragedia de  Cromañón en la que fallecieron 194 personas, y que incidió radicalmente en la historia del grupo y también en la escena del rock de Argentina. En 2010, con ocho álbumes de estudio (entre demos y oficiales) el grupo anunció su disolución.

## Historia

### Comienzos
Corría el año 1992 cuando un grupo de jóvenes del barrio de Villa Celina, del Partido de La Matanza, Buenos Aires comenzaron a juntarse con el objetivo de formar una banda de rock y poder expresarse con su propia música. En un principio se habían hecho conocer como Gatos Callejeros. Luego, cambios en los integrantes de la banda hicieron también al cambio de su nombre: Río Verde (basado en el tema “Green River” de Creedence), tocando básicamente covers de Chuck Berry, Creedence Clearwater Revival y The Rolling Stones.   
Llegando al final de 1996, la banda vive una nueva época de modificaciones en su formación, lo que produjo un nuevo cambio tanto en el sonido como en el nombre que los identificaba, y a partir de enero de 1997 se hacen llamar Callejeros. En ese mismo año publicaron su primer álbum maqueta (también conocido como demo) Solo x hoy el cual constó de once sencillos divididos en dos lados. El álbum fue presentado el 22 de noviembre de ese mismo año en Duro Pavimento, bar ubicado en San Telmo y fue grabado en VHS, este más tarde fue publicado como Pavimento 97', siendo el primer recital de la banda con este nombre. En 1998, publican su segunda maqueta: Callejeros, que constó de trece sencillos y sus primeros éxitos como: «No somos nadie» o «Armar de nuevo». En 1999, la banda tuvo presentaciones por todo Buenos Aires, en esta época también formó parte de la banda en presentaciones eventuales Fabián "Fachi" Crea, en ese entonces de Viejas Locas.  
En el año 2000 publican su tercer y último demo: Adelantos. Al año siguiente, en 2001 publican de manera independiente su primer álbum: Sed. Este album tuvo varias canciones icónicas como: Los Invisibles, El Nudo, Vicioso Jugador y Mujeriego, Sonando, Sed, entre otros. En el año 2003 presentaron su segundo álbum de estudio, siendo el que los llevo a la fama: Presión. Este álbum fue el salto histórico de la banda donde tuvieron su hit más conocido, Una nueva noche fría. También tuvieron otros como Imposible, Ilusión, Fantasía y Realidad, Presión, Tres, entre otros. 
En el año 2004 la banda tendría su primer acuerdo discografico con Pelo Music, con ellos lanzarían una reedición de sus anteriores álbumes para ese entonces, los cuales serían Sed y Presión, estos sonarían completamente diferente, notándose una ecualización que lo hacia muy diferente de su primera versión. Presión fue presentado reeditado en El Teatro Rock & Pop el 5 de mayo de 2004.

### 2004: Popularidad masiva y Tragedia de Cromañón
Después de tocar dos noches seguidas en el Estadio Obras Sanitarias, también conocido como el "templo del rock", a mediados del año 2004, se podía prever que esta banda llegaría muy lejos, había sido la banda con mayor crecimiento en tan poco tiempo. En seis meses pasó de llevar 1000 personas o menos, a llenar un estadio para 5000 personas. Un dato no menor es que durante estos dos recitales grabaron un CD y DVD en vivo, algo poco usual en las bandas que tienen pocos años de trayectoria, aunque cuando terminaron de editarlo y estaba por salir a la venta esto les fue prohibido debido a la censura que sufrieron luego de Cromañón. Este material salió a la luz cuatro años después, en el año 2008 y fue titulado Obras 2004 en directo, aunque parte del mismo ya había circulado por internet.

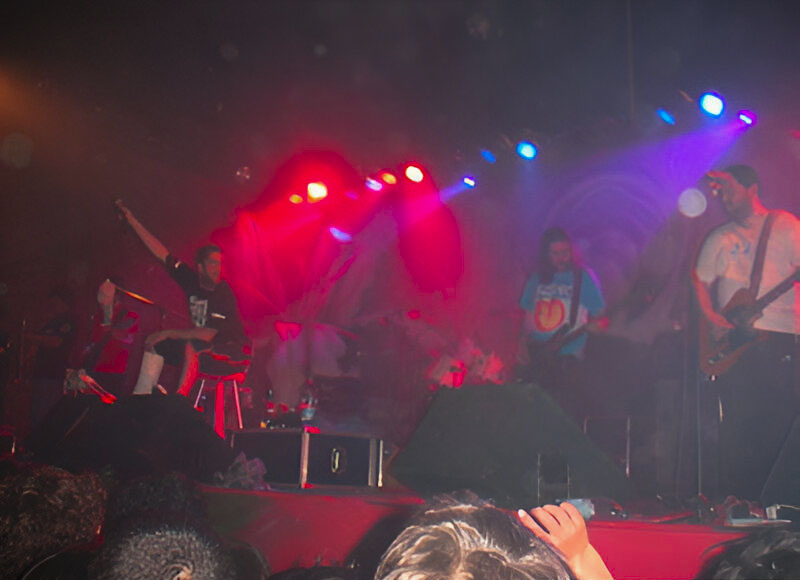
Callejeros en el Estadio Corazón de María, Córdoba el 2 de septiembre de 2004.

Llegó en octubre de 2004 el tercer disco, Rocanroles sin destino. El disco grabado en el reconocido estudio de rock, Del Abasto al Pasto, fue presentado dos veces: la primera, en la provincia de Córdoba, ante 10 000 personas, y la segunda, en el estadio de Excursionistas ante casi 15 000 personas. El corte del último disco, Prohibido, canción que describe los tabúes de la sociedad, sigue sonando en las radios. Cabe destacar que ya para ese momento, la banda había firmado un contrato con Pelo Music y había reeditado los dos últimos discos (Sed y Presión) con esta compañía. En esta época la banda presentaba escenografía distinta para cada uno de sus shows, el encargado de los diseños y presentación era Daniel Cardell.
La noche del 30 de diciembre de 2004, aproximadamente a las 22 horas con 50 minutos, durante un recital de Callejeros en el local República Cromañon en el barrio porteño de Balvanera en la zona de Once, la banda cerraba el año con una serie de tres recitales consecutivos en este lugar. Cuando la banda interpretaba el tema «Distinto», en el local República Cromañón se provocó el siniestro. Una candela (juego pirotécnico que lanza luces de colores a más de diez metros de distancia) provocó que la media sombra que recubría el techo del lugar se prendiera fuego, lo cual algunos sobrevivientes describieron como "un gigantesco cuadrado prendido fuego que cayó del techo". Más tarde, durante las investigaciones, se supo que tras esa media sombra estaba el panel acústico, una gruesa capa de un material similar a la goma espuma, que sirve para aislar el sonido del lugar. Dicho material contenía una sustancia tóxica llamada ácido cianhídrico (cianuro en hidrógeno) que provocó la mayoría de las muertes por asfixia. 
Otro de los factores que provocó que este incendio fuera la mayor tragedia no natural en Argentina (causando la muerte de 194 personas y dejando más de 1400 heridos), fue el hecho de que la capacidad del lugar estaba absolutamente excedida. El empleado de SADAIC en su informe, contó 2811 personas que ingresaron a Cromañón, pero se estima que había alrededor de 3500, mientras que su capacidad era sólo para 1031 personas. 

Al comenzar el incendio, el encargado del lugar, Omar Chabán (dueño también de Cemento) cortó el sonido y a los pocos segundos se cortó la luz, dejando a la gente que se encontraba adentro totalmente a oscuras. Una pequeña luz, que decía "salida", señalaba la ubicación de un portón, pero el mismo estaba cerrada con un candado por el lado de afuera, dejando a todos los que se dirigieron allí atrapados y apilados uno encima de otros. Muchos recibieron heridas graves a causa de los empujones que se dieron en la desesperación por intentar salir.

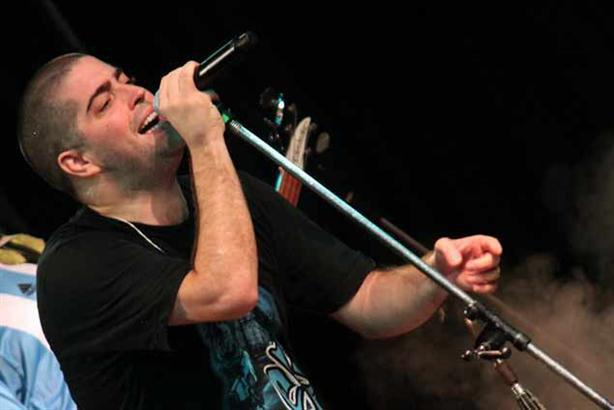
Patricio Fontanet, miembro fundador y voz de la banda, quien recibió la mayor crítica por parte de los medios con base en la tragedia.

Por esos incidentes fallecieron la novia de "Pato" Santos Fontanet, la madre del baterista, la esposa y los primos del mánager, el hermano del percusionista y 5 familiares del guitarrista Maximiliano Djerfy: su tío, su tía, su ahijada de 15 años, su prima y el novio de su prima.
Desde ese hecho trágico, la banda no volvió a tocar hasta el 6 de julio de 2006.

### 2006:Señalesy Regreso a los escenarios
En febrero de 2006, la banda intentó acordar para regresar al escenario en el Festival de Jesús María (en Córdoba). A pesar de que de acuerdo a una consulta realizada entre los ciudadanos, alrededor del 70 por ciento considera prudente posibilitar el regreso de la banda, y del intendente de Jesús María, Marcelino Gatica habría declarado que “Estos chicos también son víctimas, ellos tuvieron también familiares y amigos muertos en Cromañón. En la Argentina rige el principio de inocencia y por lo que sé, la Justicia no los condenó”, no hubo mayoría de los 11 integrantes de la Comisión de Doma y Folclore para permitirlo.
Al mes siguiente se anunció finalmente que la banda retornaría al escenario el 22 de abril en el Estadio Central Córdoba ubicado en la ciudad de San Miguel de Tucumán. Se esperaba que adelantaran temas de su nuevo disco, que sería editado el 17 de abril, entre los que se incluiría una versión del tango «Desencuentro», un tema dedicado a la fallecida novia del cantante y otros temas de predominante contenido barrial y político.
Sin embargo, a finales de marzo de 2006 el gobernador tucumano indicó que Callejeros no actuaría en esa provincia. Aunque el gobernador no tiene la facultad de suspender un show, la Municipalidad les exigía a los organizadores una serie de exigencias inéditas (por ejemplo, 350 baños). Aunque lo sorprendió este anuncio, el organizador del show, Rubén Ureña, no pareció intimidarse; declaró que no le habían dado aviso, y que intentaría cumplir con todas las condiciones. Finalmente, el show fue suspendido y se les reintegró el dinero a las personas que habían adquirido entradas. Sin embargo, ya se planeaba otro recital. Pese a contar con ofertas para tocar en Montevideo, la banda haría una presentación judicial para poder tocar, preferentemente en Buenos Aires.
En medio de rechazos por parte de familiares de algunas víctimas y sin campaña de promoción, lanzaron un nuevo álbum, Señales a principios de mayo de 2006. El nuevo disco incluye canciones anteriores a la tragedia y nueve canciones post-Cromañón, donde se destacan «Día a día», «Frente al río», «Hoy» y «Señales». El álbum fue un éxito en ventas a pesar de no tener ningún show programado, la banda lanzó primeramente 20.000 copias y en la primera semana el álbum se agotó.
Sorpresivamente, el 6 de julio de 2006, Callejeros volvió a tocar y todo terminó en escándalo. Fue durante un show de la banda Jóvenes Pordioseros. Días después, circuló un video de dicho show, Luego, tanto Los Jóvenes Pordioseros, como los responsables del lugar donde se presentó Callejeros, y el propio Patricio Santos Fontanet dirían lo suyo.
Finalmente, el 21 de septiembre de 2006 fue el día para tener nuevamente su propia fecha entre medio de escándalos. El lugar elegido fue en la provincia de Córdoba, en el estadio Chateau Carreras. en un horario atípico para este tipo de recitales: 17:00 y custodiado por 1600 policías y un doble cacheo en las puertas del estadio. Días antes padres de quienes estuvieron en Cromañón viajaron hacia Córdoba para impedir el recital. Sin embargo no lograron impedir que la justicia interfiera en ese aspecto. Sí lograron un embargo de la recaudación que hubiera hecho Callejeros con las entradas, un 30 % que equivalen unos 120 000 pesos. Por esa razón es que el escenario se vio armado solo para tocar, sin muchas decoraciones ni grandes equipos. Este recital fue el más grande de la historia de la banda, alcanzando las 21 mil personas. La lista de temas fue la siguiente: «Señales», «El nudo», «Cristal», «No somos nadie», «La llave», «Los invisibles», «Jugando», «Armar de nuevo», «Presión», «Puede», «Si me cansé», «Fantasía y realidad», «Rompiendo espejos», «Sed», «Una nueva noche fría», «9 de Julio», «Callejero de Boedo», «Sonando», «Ojalá se los lleve», «Rocanroles sin destino», «Sueños», «Ilusión», «Prohibido e Imposible».
El viernes 17 de octubre de 2006 Callejeros hizo su segunda presentación oficial en el Estadio del Centro en La Rioja ante aproximadamente 7000 u 8000 personas. Esta vez tocaron una hora y media, el recital se realizó una hora después de lo anunciado debido al excesivo calor.

### 2007-2010: Recitales y último disco independiente
El 11 de febrero de 2007, la banda volvió a tocar como número principal en el festival anual del Cosquín Rock ante 40 000 personas que agotaron las entradas. El show comenzó con la banda interpretando «Daños» con los vientos de Dancing Mood como invitados, luego llegaron los temas «Parte menor», «Si me cansé». En «Una nueva noche fría», fue invitado Eli Suárez.
El final del show fue con todo el predio coreando «El nudo» (himno callejero editado en Sed), luego de una hora y media de recital. Luego volverían Juan Carbone y Patricio Fontanet sobre el final para tocar «Vicioso, jugador y mujeriego» y «Tiempo de estar», junto a varios músicos de otras bandas como Eli Suárez (Gardelitos) y Ale Kurz (El Bordo), entre otros.
Desde ese momento la banda se presentó en dos oportunidades en Santa Fe. La primera fue en el Club Gimnasia y Esgrima en abril de 2007 ante más de 10 000 personas, y la segunda en mayo de 2008 ante 8000 personas en el mismo escenario. Posteriormente brindaron: dos shows con las localidades agotadas para alrededor de 5000 personas cada día en el anfiteatro de Rosario, en noviembre de 2007; dos funciones en Neuquén en el estadio Ruca Che para un total de casi 9500 personas, en Mendoza ante 10 000 personas en el estadio Andes Talleres; una función en Villa María frente a 11 000 espectadores en el anfiteatro; tres funciones en Córdoba en el teatro Orfeo para 9500 personas cada función; una función en Olavarría para un público que superaba los 8.000; un show en Mar del Plata frente a 7500 personas la primera función y 7000 en la segunda función; en Salta para 5000; y, por último, un show en San Luis para alrededor de 3000 personas.
En julio de 2008 editaron lo que sería su último álbum de estudio: Disco Escultura a pesar de los rumores de separación de la banda. Este disco fue presentado en el Orfeo Superdomo de Córdoba el 26 de julio de 2008 con la canción «Siempre un poco más» como bandera. En octubre de ese año tocaron nuevamente en Córdoba en el Club Junior. Este disco fue editado bajo el sello "Rocanroles Argentinos" creado por los miembros de la banda, tras haber roto el contrato con Pelo Music.
A fines de 2008 se retiró de la banda Maxi Djerfy, por problemas personales con los demás miembros. Según su propia versión Maxi no quería tocar mientras se realizara el juicio oral que se dio durante el 2009. Hay que recordar que él fue el más perjudicado por la tragedia de Cromañón, perdiendo cinco familiares en ese día, y según él fue uno de sus primos quien le pidió que no toque mientras se estuviera llevando a cabo el juicio, para darle más tranquilidad al asunto. En octubre de 2009, Maxi presentó su nuevo proyecto, «Esas cosas», banda con la que hasta ahora lanzó dos discos: Siempre (CD doble) en 2010 y Punto cardinal en 2011. Fue reemplazado en la guitarra por Crispín, un ex-ayudante de la banda.
Durante el año 2009 realizaron fechas en San Francisco (Córdoba), Santa Fe y Olavarría. El 19 de agosto de 2009 se dictó sentencia por el caso Cromañón, siendo los músicos del grupo absueltos y el mánager Argañaraz sentenciado a 18 años de prisión.
El domingo 31 de enero de 2010, Callejeros tocó en el Estadio José María Minella ante más de 15 mil personas, en su primer recital después de la sentencia. El 10 de febrero, Eduardo Arturo Vázquez, el baterista de la banda, fue detenido al ser acusado de prenderle fuego a su mujer, ocasionándole quemaduras en el sesenta por ciento de su cuerpo. Luego de varios días de agonía, finalmente su esposa, Wanda Taddei, falleció en el Hospital del Quemado. El 14 de junio de 2012 fue condenado 18 años de prisión. Ese mismo día, por motivos que no son de conocimiento público, deja también la banda quien era guitarrista desde el año 2000, Elio Delgado, quien continuó su carrera con su nuevo proyecto llamado "El Hito". La banda por el momento continua tocando con Luis Lamas, baterista de Ojos Locos, y con Pedi (ex-guitarrista de Jóvenes Pordioseros), como reemplazos temporales de Delgado y Vázquez. 
El 15 de mayo de 2010, la banda se presenta en Tucumán en la cancha techada del club Central Córdoba con un público de aproximadamente 10 000 espectadores. Estos son los primeros recitales con la nueva formación sin Eduardo Vázquez y Elio Delgado. El 10 de julio la banda se presentó en Córdoba en el Orfeo Superdomo, siendo esta su segunda y última  presentación con la nueva formación.
El 31 de mayo de 2012, Pelo Music lanza el disco recopilatorio "Incompleto - 20 Rocanroles 20". Este disco recopiló varios temas de Callejeros como: Una Nueva Noche Fría, Imposible, Rocanroles Sin Destino, Prohibido, Señales, Los Invisibles, 9 de Julio, Distinto, entre otros. También incluyó la canción Un Minuto de León Gieco y Pato Fontanet, esta canción había salido originalmente en el disco de León Gieco "Por Favor, Perdón y Gracias" del 2005, pero tuvo que ser removida por quejas de los padres de las víctimas de la Masacre de Cromañón.

### Disolución de la banda y camino de los integrantes
La banda se disolvió el 12 de noviembre de 2010 para dar lugar a diferentes proyectos de sus miembros.

Logotipo abreviado de la banda, que también uso Don Osvaldo en sus inicios como Casi Justicia Social.

- Fontanet y Torrejón siguieron tocando junto a los mismos músicos de la última etapa de Callejeros (a excepción de Carbone). Decidieron que la formación se llame Casi Justicia Social (sus iniciales son CJS, manteniendo el logo de Callejeros).[27] Luego de un tiempo, tras la salida en libertad de Patricio en 2014, la banda cambió su nombre a Don Osvaldo y editaron su primer disco en 2015.
- Juan Alberto Carbone siguió con su proyecto tanguero llamado Perfil Bajo (con quienes había editado un disco en 2009) y en 2015 forma "Juancho en Banda".
- Elio Delgado siguió con su banda "El Hito", mientras que Maximiliano Djerfy por su parte con su grupo Esas cosas (con quienes grabó su primer disco doble en 2010 titulado «Siempre»). A fines del año 2014, Elio Delgado, Juancho Carbone y Maximiliano Djerfy formaron la banda Nuestra Raza, donde en marzo de 2020 editaron su primer disco «Voces».
- En marzo de 2021, Maximiliano Djerfy falleció a sus 46 años tras sufrir un infarto mientras jugaba al fútbol. La banda Nuestra Raza se separaría en 2022 por diferencias entre Carbone y Delgado. Elio luego de la separación formó la banda Cantinela con exmiembros de Los Gardelitos.

## Juicio y sentencias por Cromañón

### Ratificación de condenas
La Cámara Federal de Casación Penal confirmó en septiembre del 2015, las condenas contra exfuncionarios, miembros de la banda Callejeros y demás imputados al rechazar sus recursos de apelación. A pesar de esto, los procesados mantuvieron la libertad hasta que dichas condenas quedaran en firme.[cita requerida] La Sala IV de la Cámara, tras atender el pedido de La Corte Suprema de Justicia de revisar el fallo, dejó en firme la condena.[cita requerida] La Corte Suprema de Justicia de la Nación, a principios del mes de marzo del 2016, catalogó como “inadmisibles” los recursos extraordinarios que 11 imputados interpusieron ante las sentencias; por lo que los acusados debían regresar a cumplir sus penas en prisión.[cita requerida]

## Estilo e influencias
Miembros de la banda han manifestado sentirse influidos por The Rolling Stones, Chuck Berry, Creedence Clearwater Revival y hasta por Pink Floyd.  Por el contrario, tanto su música como sus letras y toda su estética remiten al género argentino de "rock barrial", del que fueron quizás el ejemplo más paradigmático.
Las letras de la banda se centraban principalmente en las denuncias sociales, los fracasos amorosos, las tragedias y también las esperanza. En «Rocanroles sin destino» se populariza su frase "esta ciega razón de vivir" que continúa con "de tratar de lograr ser la revancha de todos aquellos que la pelearon al lado de cerca o muy lejos y no pudieron reír sin llorar", habituando los conflictos emocionales constantes del ser humano. En «El nudo» popularizan la frase "no olvidar, siempre resistir" que se usa comúnmente en las luchas sociales.

## Miembros
| Formación clásica - Patricio Santos Fontanet (voz, 1995-2010) - Christian Torrejón (bajo, 1995-2010) - Eduardo Vázquez (batería, 1995-2010) - Elio Delgado (guitarra y coros, 2000-2010) - Juan Carbone (saxo y bandoneón, 2001-2010) - Maximiliano Djerfy (guitarra y coros, 2000-2009) Anteriores - Gustavo Varela (guitarra, 1998-2000) - Guillermo Le Voci (guitarra y coros, 1995-2000) - Canario (guitarra, 1995-1998) - Quique (Armónica, 1997) | Invitados - Fabián Crea (bajo) - Hugo Lobo (trompeta) - Sergio Colombo (saxofón) - Stella Carbone (coros) - Galia Komornaia (violín) - Gabriel Conte (percusión) | Otros - Álvaro Puentes (guitarra y coros, 2009-2010) - Luis Lamas (batería, 2010) - Abel Pedrello (guitarra, 2010) |

Línea de tiempo

## Discografía
| - Solo x hoy (1997) - Callejeros (1998) - Adelantos (2000) | - Sed (2001) - Presión (2003) - Rocanroles sin destino (2004) - Señales (2006) - Disco Escultura (2008) | - Obras 2004 en directo (2008) |

## Premios y nominaciones
Premios Carlos Gardel
| Año  | Categoría                      | Trabajo                | Resultado |
| ---- | ------------------------------ | ---------------------- | --------- |
| 2005 | Canción del año                | «Una nueva noche fría» | Nominado  |
| 2005 | Mejor álbum artista revelación | Presión                | Nominado  |
| 2005 | Mejor álbum grupo de rock      | Presión                | Nominado  |

Premios MTV Latinoamerica
| Año  | Categoría               | Trabajo    | Resultado |
| ---- | ----------------------- | ---------- | --------- |
| 2004 | Mejor artista nuevo sur | Callejeros | Nominado  |